# Macropsis flexus
Macropsis flexus är en insektsart som beskrevs av Evans 1941. Macropsis flexus ingår i släktet Macropsis och familjen dvärgstritar. Inga underarter finns listade i Catalogue of Life.